# 15a Divisió d'Infanteria (Escocesa)
La 15a Divisió d'Infanteria (Escocesa) (anglès: 15th (Scottish) Infantry Division) va ser una divisió d'infanteria de l'exèrcit britànic que va servir durant la Segona Guerra Mundial. Va ser creada el 2 de setembre de 1939, el dia abans de la declaració de la guerra, com a part de l'Exèrcit Territorial (TA) i va servir al Regne Unit i més tard al nord-oest d'Europa des del juny de 1944 fins al maig de 1945.

## Fons
Durant la dècada de 1930, les tensions van augmentar entre Alemanya i el Regne Unit i els seus aliats. A finals de 1937 i durant tot el 1938, les demandes alemanyes per a l'annexió dels Sudets a Txecoslovàquia van provocar una crisi internacional. Per evitar la guerra, el primer ministre britànic Neville Chamberlain es va reunir amb el canceller alemany Adolf Hitler al setembre i va negociar l'Acord de Munic. L'acord va evitar una guerra i va permetre a Alemanya annexar-se els Sudets. Tot i que Chamberlain havia previst que l'acord conduís a una major resolució pacífica dels problemes, les relacions entre ambdós països aviat es van deteriorar. El 15 de març de 1939, Alemanya va incomplir els termes de l'acord envaint i ocupant les restes de l'estat txec.
El 29 de març, el  secretària d'estat de Guerra britànic, Leslie Hore-Belisha, va anunciar plans per augmentar l'Exèrcit Territorial (TA) a temps parcial de 130.000 a 340.000 homes i duplicar el nombre de divisions de TA. El pla era que les divisions del TA existents, anomenades de primera línia, reclutessin sobre els seus establiments (ajudades per un augment del sou dels Territorials, l'eliminació de les restriccions a la promoció que havien dificultat el reclutament, la construcció de casernes de millor qualitat i un augment de les racions de sopar) i després formessin una nova divisió, coneguda com a segona línia, a partir de quadres al voltant dels quals es podrien expandir les divisions. Aquest procés es va anomenar "duplicació". La 15a Divisió d'Infanteria (Escocesa) havia de ser una unitat de segona línia, un duplicat de la 52a Divisió d'Infanteria (Lowland) de primera línia.   A l'abril, es va introduir el servei militar obligatori limitat . Això va resultar en el reclutament de 34.500 milicians de vint anys a l'exèrcit regular, inicialment per ser entrenats durant sis mesos abans del seu desplegament a les unitats de segona línia en formació. Es preveia que el procés de duplicació i el reclutament del nombre necessari d'homes no trigaria més de sis mesos. Algunes divisions del TA havien fet pocs progressos quan va començar la Segona Guerra Mundial al setembre; d'altres van poder completar aquesta feina en qüestió de setmanes.

## Servei domèstic

### Formació

Insígnia divisional el 1939

L'embrió de la 15a Divisió d'Infanteria (Escocesa) es va formar el 26 d'agost de 1939, administrada per la 52a Divisió, i es va convertir en una formació independent el 2 de setembre de 1939. Va prendre el control de les brigades d'infanteria 44a, 45a i 46a.  A causa de la manca d'orientació oficial, les formacions recentment formades tenien la llibertat d'escollir números, estils i títols. La divisió va adoptar el número, el títol i la insígnia divisional de la seva contrapart de la Primera Guerra Mundial, la 15a Divisió (Escocesa). Les brigades van fer el mateix. La insígnia divisional, la lletra «O» (que és la 15a lletra de l'alfabet), diferia lleugerament de l'original, ja que no incloïa un triangle dins del cercle.
En formació, la 44a Brigada d'Infanteria (Lowland) estava formada pel 8è Batalló dels Royal Scots; el 6è Batalló dels King's Own Scottish Borderers; i el 7è Batalló dels King's Own Scottish Borderers. La 45a Brigada d'Infanteria (Lowland) estava formada pel 6è Batalló dels Royal Scots Fusiliers; i els 9è i 10è batallons dels Cameronians (Fusells Escocesos). La 46a Brigada d'Infanteria (Highland) tenia els 10è i 11è Batalló d'infanteria lleugera de les Highlands; i el 2n Batalló dels Glasgow Highlanders. La divisió va ser assignada inicialment al Comandament Escocès, i el major general Roland Le Fanu es va convertir en l'oficial general al comandament. L'experiència prèvia de Le Fanu incloïa nomenaments d'estat major, i havia lluitat a la campanya de Waziristan de 1937. Tot i que estava formada principalment per escocesos, es van destinar reclutes a la divisió des de tot el Regne Unit, particularment d'Anglaterra.

### Defensa domèstica
El pla de desplegament de guerra per a la TA preveia que les seves divisions es desplegarien a l'estranger, a mesura que l'equipament estigués disponible, per reforçar la Força Expedicionària Britànica (BEF) que ja havia estat enviada a Europa. La TA s'uniria a les divisions de l'exèrcit regular en onades a mesura que les seves divisions completaven el seu entrenament, i les divisions finals es desplegarien un any després de l'inici de la guerra. Tanmateix, durant els primers mesos de la guerra, la divisió no tenia l'equipament ni el personal necessaris. Al setembre, la divisió es va quedar sense personal. Els soldats, de 19 anys, van ser reassignats a altres formacions; el Ministeri de Treball va assignar altres homes a indústries essencials; i els estàndards mèdics van eliminar els que es consideraven no aptes. La divisió es va dispersar inicialment pel sud d'Escòcia sense accés a instal·lacions d'entrenament. El 30 de setembre, després de la requisició de transport civil, la divisió es va traslladar a les Fronteres Escoceses, al sud d'Edimburg, per començar l'entrenament.
A l'octubre de 1939, el comandant en cap de les Forces Nacionals, el general Walter Kirke, va rebre l'encàrrec d'elaborar un pla, amb el nom en clau Juli Cèsar, per defensar el Regne Unit d'una possible invasió alemanya. El paper de la divisió en això era principalment defensar les zones d'Edimburg i Forth. No va ser fins al desembre que la divisió es va traslladar a assumir aquest paper, amb la 44a Brigada posicionada a cavall del Firth of Forth. La resta de la divisió tenia la seva base al voltant de Glasgow, a banda i banda del Firth of Clyde. Sobre el paper, una divisió d'infanteria havia de tenir setanta-dos canons de campanya moderns de 25 lliures. Al novembre, l'artilleria divisional només estava formada per vuit obusos de 4,5 polzades (110 mil·límetres) de la Primera Guerra Mundial.  Al gener, això havia augmentat a setze obusos de 4,5 polzades (110 mm), a més de vuit canons de campanya de 18 lliures de l'època de la Primera Guerra Mundial.
L'abril de 1940, la divisió va marxar de tornada a les Fronteres i va utilitzar el moviment com a exercici d'entrenament. Elements de la divisió es van utilitzar per proporcionar suport logístic a les unitats de camí per lluitar a la campanya de Noruega . El 9 d'abril, després de l'inici de la campanya, es va demanar a les divisions d'infanteria de segona línia que formessin cadascuna una companyia d'infanteria independent de 289 voluntaris, que serien desplegats a Noruega. La 15a Divisió va formar la 10a Companyia Independent, però no es va desplegar. Quan la campanya va acabar en fracàs, es va ordenar a la divisió que es mogués cap al sud, a Anglaterra, per fer lloc a les tropes que tornaven. Aquest moviment va impulsar Kirke a queixar-se que la divisió s'estava traslladant en contra dels seus desitjos, malgrat el paper defensiu que se li assignava per al sud d'Escòcia. El moviment va portar la divisió a Wiltshire, amb la intenció de preparar-se intensivament per al seu desplegament a França. Després de la invasió alemanya de França i els Països Baixos, la costa est anglesa es va veure com la zona més amenaçada per la invasió alemanya. La divisió es va traslladar a Essex per defensar la costa des de Harwich, al nord, fins a Southend-on-Sea, al sud. Per evitar una invasió alemanya, incloent-hi possibles atacs de tancs, l'artilleria divisional ara comprenia dotze obusos de 110 mm, sis canons de camp de 18 lliures i quatre canons antitanc Ordnance QF de 2 lliures (en comparació amb un planter de 48). Això estava aproximadament a l'alçada de les altres vuit divisions que havien estat assignades per defensar la costa, tot i que la 15a era una de les dues úniques que incloïa canons antitanc. L'equip addicional incloïa 47 fusells antitancs Boys (contra un planter de 361), 63 Universal Carriers (planter de 140) i 590 metralladores lleugeres Bren (planter de 644). La divisió va cooperar amb els Voluntaris de Defensa Local que s'estaven formant , va col·locar mines terrestres i va erigir obstacles antiinvasió dins de la seva àrea d'operació.
El 9 de juliol, Jordi VI va inspeccionar elements de la divisió a Colchester. El mes següent, el 2 d'agost, el tinent general Alan Brooke, ara comandant en cap de les Forces Nacionals, va visitar la divisió. Brooke va registrar al seu diari: "No tinc gaire bona opinió de [Le Fanu] i dubto que sigui prou bo". Pel que fa a la tropa de la divisió, va escriure que eren "bons però [requereixen] molt més entrenament". El 23 d'agost, Le Fanu va ser substituït pel general de divisió Robert Cotton Money. El 31 d'octubre, Jordi VI va visitar el quarter general de la divisió i va autoritzar que el lleó rampant, de l'Escut Reial d'Escòcia, s'afegís dins de la "O" de la insígnia de la divisió. La divisió va romandre a la costa i es va entrenar fins a finals d'any.
El 30 de gener de 1941, el general de divisió Oliver Leese va prendre el comandament de la divisió. Més tard aquell mateix mes, la divisió es va traslladar al nord-est cap a Suffolk, a East Anglia. La divisió va mantenir un paper de defensa costanera, amb la 44a Brigada amb la base a Lowestoft, la 45a Brigada situada entre Dunwich i Aldeburgh, i la 46a Brigada entre Orford i Felixstowe. Això va deixar un buit entre la 44a i la 45a Brigada, que va ser omplert per la 37a Brigada d'Infanteria Independent. Aquesta brigada depenia directament del XI Cos i no formava part de la divisió. El 17 de juny de 1941, el general de divisió Philip Christison va substituir Leese. Al setembre, tots els regiments d'artilleria de la divisió havien estat equipats amb un complement complet de canons de campanya de 25 lliures.

### Canvis divisionals
A causa del gran nombre d'homes assignats a la infanteria, el 1941 l'exèrcit britànic va instituir reformes per construir altres armes i formacions. Com a resultat, diverses divisions van ser dissoltes o reduïdes. Això incloïa la 15a (escocesa), que es va col·locar a l'estament inferior el novembre de 1941. Això significava que la divisió estava destinada a la defensa nacional, en comparació amb una divisió d'estament superior que estava destinada a ser desplegada a l'estranger per al combat. La divisió va ser desposseïda d'unitats d'artilleria i enginyers, i utilitzada com a font de reforços per a les unitats d'ultramar. Després de ser degradada, la divisió es va traslladar al nord, a Northumberland. Va prendre posicions a Newcastle i al llarg de la costa al nord de la ciutat, a més de continuar l'entrenament. El 14 de maig de 1942, el general de divisió Charles Bullen-Smith va assumir el comandament.
El 5 de gener de 1943, la 45a Brigada va ser retirada de la divisió i substituïda per la 6a Brigada de Tancs de la Guàrdia. Això va posar la divisió en línia amb el concepte de "divisió mixta". El tinent general Giffard Le Quesne Martel, cap del Reial Cos Blindat, va descriure això com "l'absorció de les forces blindades a la resta de l'exèrcit", que requeria que una divisió disminuís de tres a dues brigades d'infanteria, i tingués una brigada de tancs, equipada amb tancs d'infanteria, assignada en lloc de la infanteria perduda. El 28 de març de 1943, la divisió va ser elevada a un nivell superior, oficialment com a "divisió mixta". Es pretenia augmentar la força de la divisió, amb 16.119 homes i 205 tancs, al juny. En conseqüència, es van transferir unitats addicionals a la divisió. L'entrenament ara posava èmfasi en la guerra d'armes combinades. La divisió va ser assignada al VIII Cos el 20 de juny de 1943. El mes següent, el 14 de juliol, la divisió va ser reduïda a tres brigades d'infanteria, tot i conservar la brigada de tancs, quan s'hi va unir la 227a Brigada d'Infanteria (Highland). El 27 d'agost de 1943, el general de divisió Gordon MacMillan va arribar després de comandar una brigada en combat al nord d'Àfrica per prendre el comandament de la divisió.
El 5 de setembre, el concepte de "divisió mixta" va ser abandonat, ja que es va considerar que no havia tingut èxit, i la 6a Brigada de Tancs de la Guàrdia va marxar el 9 de setembre. La divisió es va traslladar a Yorkshire i es va establir al voltant de Bradford, Harrogate i Leeds. La resta del 1943 i l'inici del 1944 es van utilitzar per dur a terme un entrenament extens i exercicis divisionals, ja que la divisió havia estat assignada a participar en l'operació Overlord, la invasió de la França ocupada pels alemanys. El febrer de 1944, el general Bernard Montgomery, comandant del 21è Grup d'Exèrcits, la principal formació aliada a l'operació Overlord, va visitar la divisió i es va dirigir als homes. En les setmanes següents, la divisió va rebre la visita de Jordi VI, la reina Elisabet, la seva filla Elisabet, el primer ministre Winston Churchill i el comandant del VIII Cos, el tinent general Richard O'Connor. A l'abril, la divisió es va traslladar a Sussex i es va concentrar en campaments a la zona de Brighton. Els grups avançats de la divisió van partir cap a Londres el 8 de juny i es van traslladar a França el 13 de juny. L'11 de juny, la divisió pròpiament dita va començar a moure's cap a les zones de reunió de Londres i Southampton, i va ser transportada a França a trossos, i l'última unitat no va arribar fins al 24 de juny.

## Servei a l'estranger

### Operació Epsom

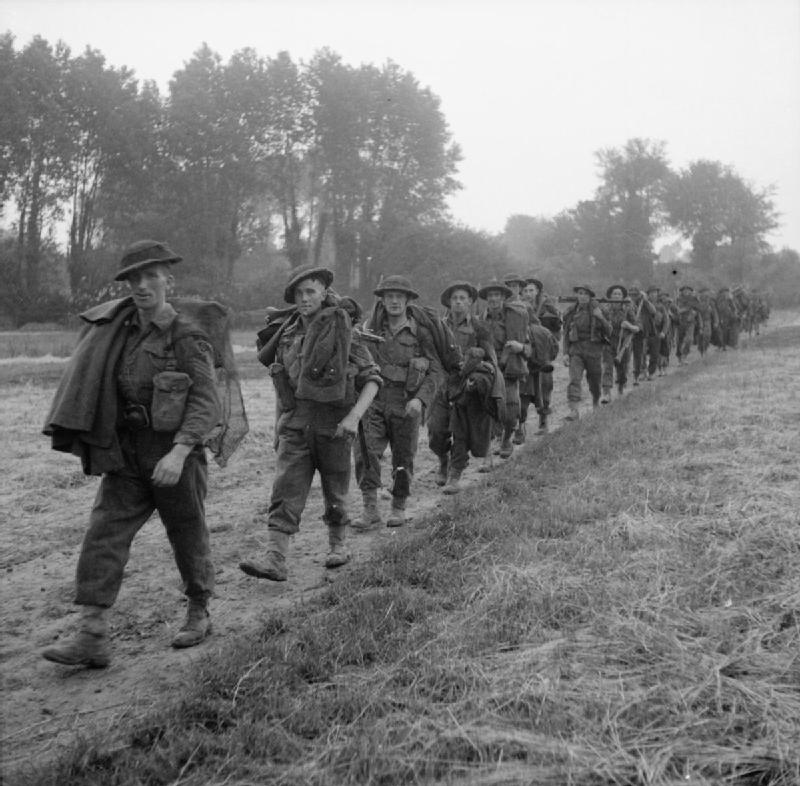
Homes del 10è Regiment d'Infanteria Lleugera de les Highlands durant l'operació Epsom, el 26 de juny de 1944.

La ciutat normanda de Caen va ser el principal objectiu britànic durant el desembarcament de Normandia i es va considerar clau per a futures operacions. Tanmateix, la ciutat no va caure el 6 de juny i no va ser presa en els combats posteriors.  El VIII Cos, recentment reunit, va ser assignat a un renovat esforç per capturar la ciutat. L'operació Epsom pretenia que el cos ataqués a l'oest de Caen, creués els rius Odon i Orne, capturés una zona elevada prop de Bretteville-sur-Laize i, d'aquesta manera, encerclés la ciutat. L'operació va ser el bateig de foc de la 15a Divisió d'Infanteria (escocesa) , i se li va assignar un paper clau en les fases inicials: netejar diversos pobles que s'interposaven entre ells i l'Odon, i capturar ponts per permetre que l'11a Divisió Cuirassada creués el riu i corregués cap a Bretteville-sur-Laize. Posteriorment, la 15a Divisió netejaria la vall del riu Odon.
La Fase I de l'atac va ser duta a terme per les Brigades 44a i 46a, amb el suport de tancs Churchill de la 31a Brigada de Tancs i tancs especialitzats de la 79a Divisió Cuirassada. Ambdues brigades van atacar a les 07:30 darrere d'una barrera de foc. El foc de morter alemany va respondre immediatament. Malgrat els retards causats pels camps de mines i les fortes forces alemanyes a la zona avançada, les brigades van capturar la majoria dels seus objectius abans del migdia: La Gaule, Le Haut i Cheux. Un intent de la 46a Brigada per avançar 2.000 iardes (1.800 m) al sud-est de Cheux, per capturar un turó, va tenir un èxit parcial. Van prendre el vessant nord, però els alemanys van retenir el sud. Elements de la 44a Brigada van lluitar durant tot el dia per capturar i mantenir Saint-Mauvieu, cosa que van fer després de repel·lir diversos contraatacs. Ambdues brigades van patir pèrdues creixents. L'historiador Carlo D'Este va destacar el 2n Batalló de la 46a Brigada, els Glasgow Highlanders, que van patir unes 200 baixes, inclosos 12 oficials. Això representava el 24% dels oficials del batalló i "gairebé el 25% de tot el batalló de fusellers".
La Fase II de l'atac va començar tard, cap a les 18:00, ja que la 227a Brigada es va veure retardada per la congestió del trànsit a Cheux. A mesura que avançava cap al sud, la brigada va ser atacada per tancs alemanys i va fer pocs progressos. Tanmateix, una companyia va trencar les línies alemanyes i va arribar a Colleville. El matí del 27 de juny, la 46a Brigada va assegurar el vessant nord del turó que anteriorment els havia estat negat. Posteriorment, tant la 44a com la 46a Brigada van ser rellevades per la 43a Divisió d'Infanteria (Wessex). Part de la 227a Brigada va fer pocs progressos avançant cap al sud més enllà de Cheux, a causa del foc de morter i els tancs alemanys, tot i que van repel·lir un atac i van destruir quatre tancs. La resta de la brigada va netejar Colleville, va capturar Tourville-sur-Odon, va destruir més tancs alemanys i, a la tarda, havia pres el pont sobre l'Odon a Tourmauville. Això va permetre a l'11a Divisió Blindada creuar i continuar amb l'operació.
Els combats van continuar l'endemà, amb la major part de la divisió involucrada. Es van assegurar més ponts i pobles al llarg de la vall d'Odon. Això incloïa Gavrus, que va ser presa pel 2n Batalló, Argyll and Sutherland Highlanders i que després van quedar aïllats. Els alemanys també van iniciar un contraatac al costat nord de l'Odon cap al flanc occidental de la divisió. Els combats d'anada i tornada, que es van estendre a banda i banda de l'Odon, van continuar fins al 29 de juny i van fer que la divisió repel·lís els atacs i pogués assegurar-se més territori. L'historiador Lloyd Clark va atribuir l'èxit defensiu de la divisió a un "posicionament acurat", aprofitant el terreny, així com a un "excel·lent lideratge i destresa tàctica a nivell de unitat petita ". A causa de les nombroses baixes patides pel 2n Batalló, Argyll and Sutherland Highlanders, es van retirar i la divisió va cedir el control de Gavrus el 30 de juny. Durant el transcurs del dia, es van rebutjar contraatacs addicionals a la divisió. La 53a Divisió d'Infanteria (Gal·lesa) va rellevar la 15a, tot i que la 44a Brigada va romandre en combat fins a l'1 de juliol. Van rebutjar més contraatacs alemanys i van ser rellevats per la divisió gal·lesa el 2 de juliol.
Hugh Martin, l'autor de la història de la divisió, va descriure Epsom com els "combats més ferotges que la Divisió havia de conèixer en tota la guerra", que van capturar 26 km² de territori i van resultar en "una quarta part" de totes les baixes que va patir la divisió durant tota la campanya. La divisió va patir 288 homes morts, 1.638 ferits i 794 homes desapareguts. D'Este va comentar que el nombre de fusellers en una divisió era d'uns 4.600, i les pèrdues patides per la divisió representaven "més del 50%" de la infanteria de la divisió.

### Normandia, juliol

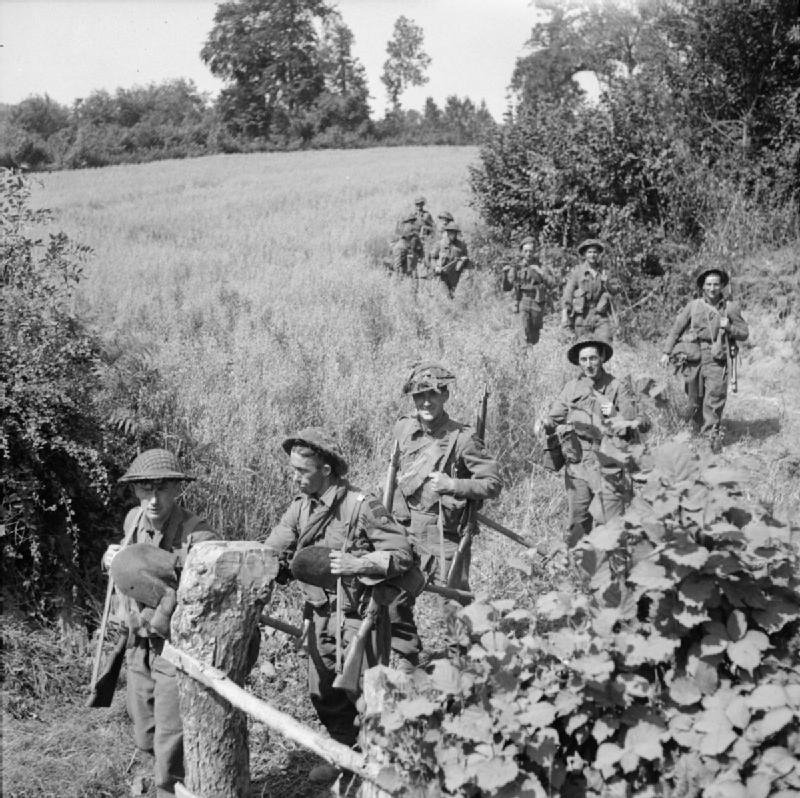
Homes del 7è Regiment de les Highlanders de Seaforth, 4 d'agost de 1944.

La següent acció divisional es va limitar al suport d'artilleria, amb l'artilleria donant suport a un esforç canadenc per capturar l'aeròdrom de Carpiquet durant l'operació Windsor el 4 de juliol. El 7 de juliol, la divisió havia estat reforçada per compensar la major part de les seves pèrdues a Epsom. Les Brigades 44a i 46a van ser assignades per donar suport a la 43a Divisió d'Infanteria (Wessex) durant l'operació Júpiter. La 44a Brigada va ocupar posicions al llarg del riu Odon, anteriorment ocupades per la 227a Brigada durant l'operació Epsom. Això va alliberar la 43a Divisió per al seu atac contra el terreny elevat dominant al sud del riu. La 44a Brigada va donar suport a aquest esforç participant en bombardejos de morter mutus amb els alemanys a les altures. La 46a Brigada, recolzada per elements del 7è Regiment Reial de Tancs, va netejar la zona entre l'Odon i l'Orne prop d'Éterville. També van donar suport a la 43a Divisió prenent el control de diversos llogarets que aquesta última havia capturat i van repel·lir diversos contraatacs. El 10 de juliol, ambdues brigades havien estat rellevades.
El 12 de juliol, la divisió va ser assignada al XII Cos i, tres dies després, va atacar cap a Bougy, Évrecy i Maizet, com a part de l'operació Línia Verda; un atac de diversió en suport de l'operació Goodwood. La resistència i els contraatacs alemanys, els combats intensos, el foc de flanqueig i un impacte directe a un dels quarters generals tàctics de la brigada van causar retards i interrupcions de les comunicacions. Al final, la divisió va capturar Bougy, no va aconseguir prendre Evrecy i no va aconseguir avançar sobre Maizet. Tanmateix, els combats havien atret les reserves blindades alemanyes lluny de la zona de batalla de Goodwood i, per tant, havien aconseguit l'objectiu de l'operació.

### Sortida de Normandia
El 23 de juliol, la divisió es va traslladar a Caumont i va rellevar la 5a Divisió d'Infanteria dels Estats Units. Això formava part d'un realineament estratègic del cap de platja de Normandia, ja que el Segon Exèrcit britànic va desplaçar tres divisions cap a l'oest per permetre que el Primer Exèrcit estatunidenc llancés una ofensiva de ruptura. En suport, l'exèrcit britànic va llançar l'operació Bluecoat, que tenia com a objectiu assegurar el flanc americà i arribar a la ciutat de Vire. La divisió es va enfrontar a la  326a Divisió d'Infanteria, recentment arribada, que va assumir les defenses ben preparades que es trobaven darrere d'un camp de mines. Pel que fa a Bluecoat, la divisió va tornar al comandament del VIII Cos i va rebre el suport de tancs de neteja de mines, tancs Churchill i Churchill Crocodiles. El 30 de juliol, la divisió va atacar a través del bocage de Normandia, amb l'objectiu d'arribar al turó 309 al final del dia. La infanteria aviat va ser sotmesa a un intens foc d'artilleria, mentre que el terreny i les mines van provocar la separació de la infanteria i els tancs. El primer objectiu de la divisió va ser Sept-Vents i un bosc proper. Es pretenia capturar-lo a les 09:55, però es van trigar sis hores a aconseguir-ho a causa de les mines, els embussos de trànsit, els combats intensos i la neteja metòdica del poble. Mentrestant, els tancs de suport van avançar sols i van capturar el turó 309 a mitja tarda, més o menys al mateix temps que es netejava Sept-Vents. Aleshores van mantenir el turó fins que van ser alleujats per la infanteria escocesa que avançava, cap a les 22:00.
L'endemà, la divisió va consolidar les posicions capturades, mentre que dues divisions blindades van continuar l'atac del cos. L'1 d'agost, la divisió va defensar-se de nombrosos contraatacs llançats sobre les seves posicions, principalment per la 21a Divisió Panzer, durant un període de 12 hores. Durant els dies següents, mentre que la major part de la divisió va mantenir la seva posició defensiva, es van utilitzar elements per netejar territori capturat o evitat pels blindats que avançaven. Durant aquest període, MacMillan va ser ferit per foc d'obús i va ser substituït pel comandant de la 46a Brigada, Colin Muir Barber, que va ser nomenat major general. El 6 d'agost, els elements principals de la divisió van arribar a Estry i al proper Turó 208, i van lliurar una batalla d'anada i tornada per ambdues ubicacions durant els dies següents. El 13 d'agost, la divisió va ser transferida a prop de Caen i va acabar la seva participació en els combats de Normandia.
L'avanç aliat va culminar amb la derrota de l'exèrcit alemany a Normandia a la bossa de Falaise. Posteriorment, el Segon Exèrcit va avançar cap al Sena, perseguint les forces alemanyes en retirada, amb el XII Cos encapçalat per la 15a Divisió. A última hora del 26 d'agost, la divisió va travessar el riu en gran part sense oposició. L'endemà al matí es van fer creuaments addicionals, trobant lleugera resistència, a l'empara de la foscor. El cap de pont es va consolidar llavors.

### Bèlgica i els Països Baixos

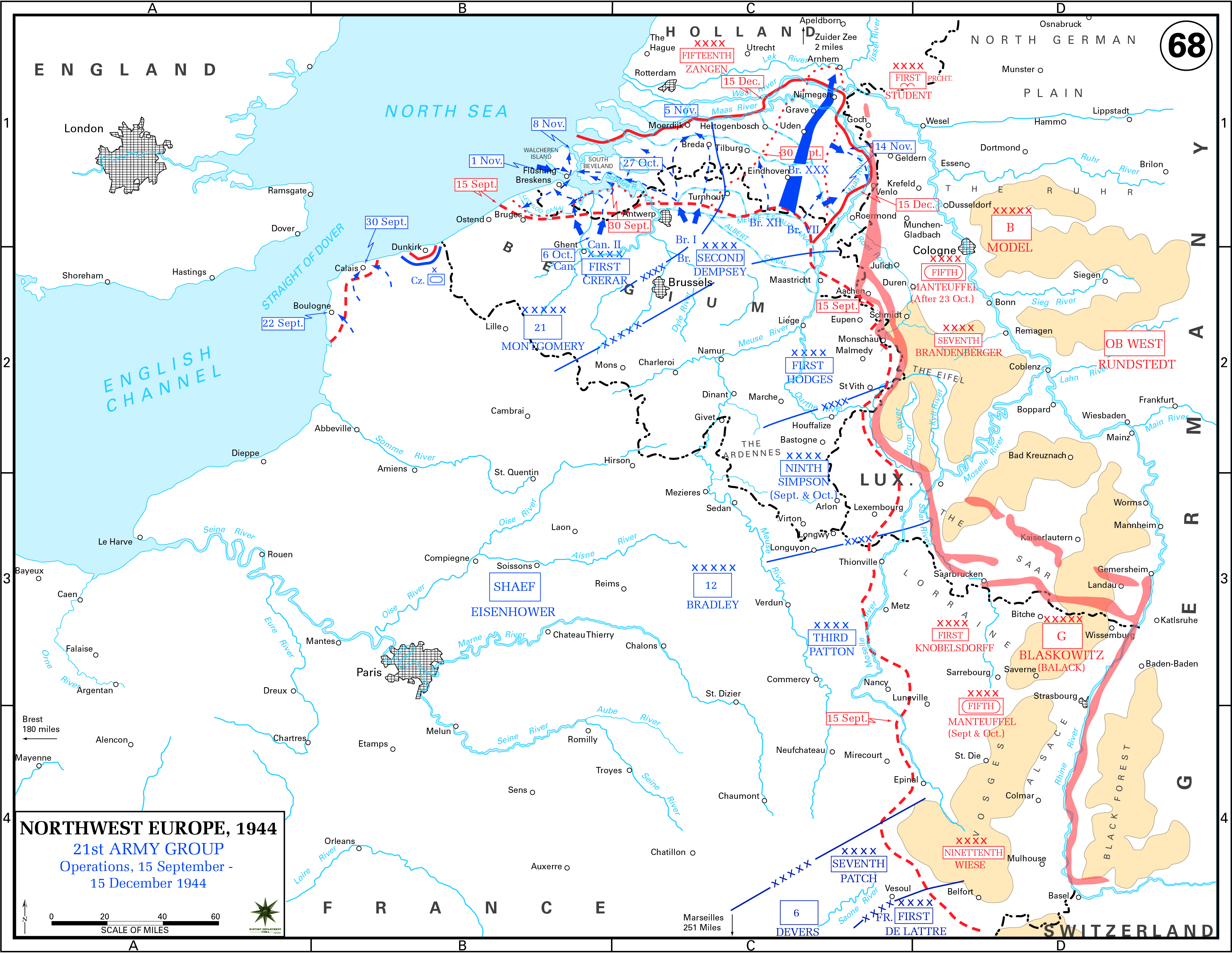
El mapa representa l'avanç realitzat durant l'Operació Jardí pel Segon Exèrcit. Les formacions aliades es representen en blau i les alemanyes en vermell.

El 2 de setembre, un batalló es va moure cap a l'est des del Sena i va ser seguit per la resta de la divisió l'endemà. Quatre dies després, el gruix de la divisió va arribar a Courtrai, Bèlgica, i immediatament va bombardejar les forces alemanyes en retirada. Durant els dies següents, la divisió va netejar la zona entre els rius Escalda i Leie, i va fer diversos centenars de presoners. Els Glasgow Highlanders (46a Brigada) van ser enviats per reforçar l'esforç per prendre Gant. Van lluitar contra una travessa oposada del Canal Gant-Terneuzen el 9 de setembre, i van passar els dos dies següents involucrats en combats a prop dins i al voltant de la secció nord de la ciutat mentre la netejaven edifici per edifici, i van fer diversos centenars de presoners més.
La divisió es va traslladar al cap de pont que s'havia establert sobre el Canal Albert, a Geel. Des d'aquest punt de suport, el 14 de setembre, la divisió va llançar diversos assalts per creuar el Canal Mosa-Escaut (anomenat "Canal de Juncció" a la història de la divisió). Només van poder assegurar un cap de pont, a Aart, i van lluitar per mantenir-lo durant els següents sis dies. El cap de pont, d'uns 370 m de profunditat, va ser durament disputat pels alemanys i va causar 700 baixes a la divisió. Aquesta acció es va atribuir al fet de desviar els recursos alemanys del Pont de Joe, on el XXX Cos va iniciar el seu assalt a l'inici de l'operació Horta. El 20 de setembre, la 7a Divisió Cuirassada va rellevar la 15a Divisió, que (menys la 227a Brigada) es va moure cap a l'est, a Lommel, i va prendre posició en un cap de pont que havia estat assegurat per la 53a Divisió.

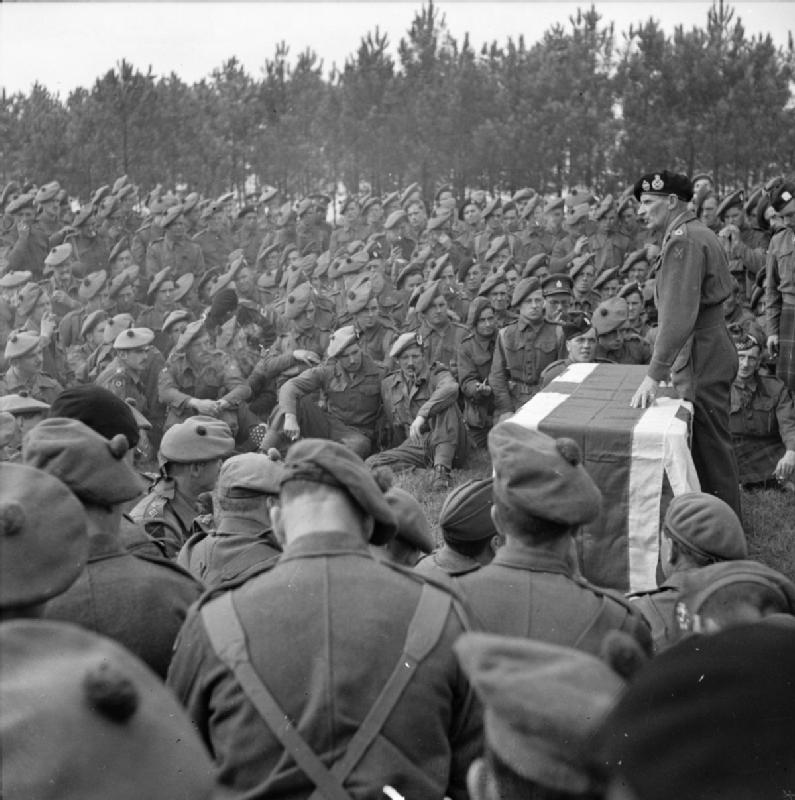
El mariscal de camp Sir Bernard Montgomery dirigint-se als homes de la 15a Divisió (escocesa) durant una cerimònia d'investidura, el 16 de setembre de 1944.

L'Operació Horta pretenia desembarcar el Primer Exèrcit Aerotransportat Aliat darrere de les línies alemanyes per prendre sis ponts i altres zones clau, per facilitar un avanç del XXX Cos a través dels Països Baixos i a través del Rin cap a Alemanya. El XII Cos va ser assignat per protegir el flanc esquerre de l'avanç del XXX Cos. En conseqüència, la 15a Divisió va creuar el Canal Wilhelmina, sense oposició el 21 de setembre, i va avançar cap al poble de Best, als afores del nord-oest d'Eindhoven. La Companyia 'D' dels 7è Seaforth Highlanders (46a Brigada) va entrar al poble l'endemà i creia que estava desocupat. Tanmateix, la seva arribada havia sorprès la guarnició alemanya, i després de la pèrdua de 33 homes, la Companyia 'D' es va retirar. La 46a Brigada i el regiment de reconeixement divisional van llançar nous atacs, que es van convertir en una batalla de cinc dies pel control del poble. Va veure combats metòdics casa per casa i repetits assalts per expulsar les forces alemanyes de l'estació de tren i la fàbrica de ciment al costat sud del poble. Mentrestant, la 44a Brigada es va mantenir inicialment en reserva, per ser utilitzada per netejar la carretera per la qual havia avançat el XXX Cos, si calia. Però el 24 de setembre va ser alliberada d'aquesta tasca. Aquesta i la 227a Brigada (que ara s'havia reincorporat a la divisió) van atacar cap al nord i van netejar la zona fins al riu Dommel i van capturar diversos llogarets. Martin va explicar que un oficial mèdic de la 44a Brigada es va desviar cap a les línies alemanyes mentre buscava soldats ferits durant aquest període. Després de donar la seva paraula de no proporcionar informació a la divisió, va ser alliberat per continuar la seva recerca de ferits. Va seguir l'Operació Haggis, que va ser el relleu de la divisió per part de la 51a Divisió d'Infanteria (Highland) i es va finalitzar el 3 d'octubre. Posteriorment, la divisió va rebre un descans de tres setmanes a Helmond, a l'est d'Eindhoven. Aquest temps es va utilitzar per descansar, reforçar, entrenar i es va formar una "Escola de Batalla".
La divisió va ser assignada al VIII Cos, que va tenir la tasca de derrotar tres divisions alemanyes que tenien la base a l'oest del Mosa al llarg del flanc oriental del corredor capturat durant l'Operació Horta. Abans que el 15è (Escocesa) es comprometés amb això, Montgomery va assignar la divisió al XII Cos, que havia estat encarregat d'atacar a l'oest des del corredor. Aquesta operació, anomenada Operació Faisà, va ser dissenyada per donar suport a l'esforç continu per netejar l'estuari de l'Escalda. La tasca de la divisió era capturar la ciutat de Tilburg. El 20 d'octubre, la divisió va tornar a Best i va iniciar el seu avanç tres dies després. Les forces alemanyes havien abandonat en gran part la zona davant de la divisió, de manera que el moviment inicial no va trobar oposició. El 26 d'octubre, es va lliurar una breu acció per capturar la ciutat d'Oisterwijk. L'endemà, la divisió (ara recolzada per la 4a Brigada Blindada i la Brigada holandesa Princesa Irene) va avançar cap a Tilburg i va prendre punts clau de tota la ciutat. Martin va afirmar que la divisió es va enfrontar a escaramusses amb unitats holandeses de les Waffen SS a Tilburg. L'endemà, la divisió va dur a terme una operació de neteja i després va declarar la ciutat alliberada. El 30 d'octubre, la divisió va entrar a Asten, al sud de Helmond, en resposta a un contraatac alemany llançat a l'est d'Eindhoven.
La divisió va lluitar llavors a Meijel, Blerwick, la batalla de Broekhuizen.

### Alemanya

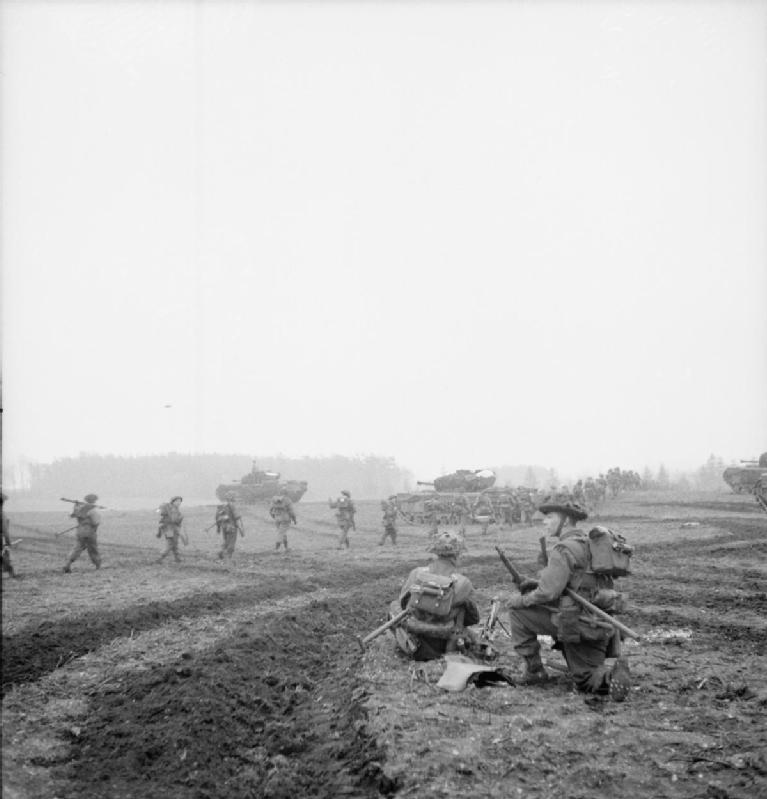
Tancs Churchill donant suport a la infanteria del 2n Batalló, Argyll i Sutherland Highlanders durant l'operació Veritable, 8 de febrer de 1945.

La divisió va entrar llavors a Alemanya i va lluitar a l'operació Veritable, va creuar el Rin i va participar a l'operació Plunder a finals de març de 1945, com a part de la invasió aliada occidental d'Alemanya.

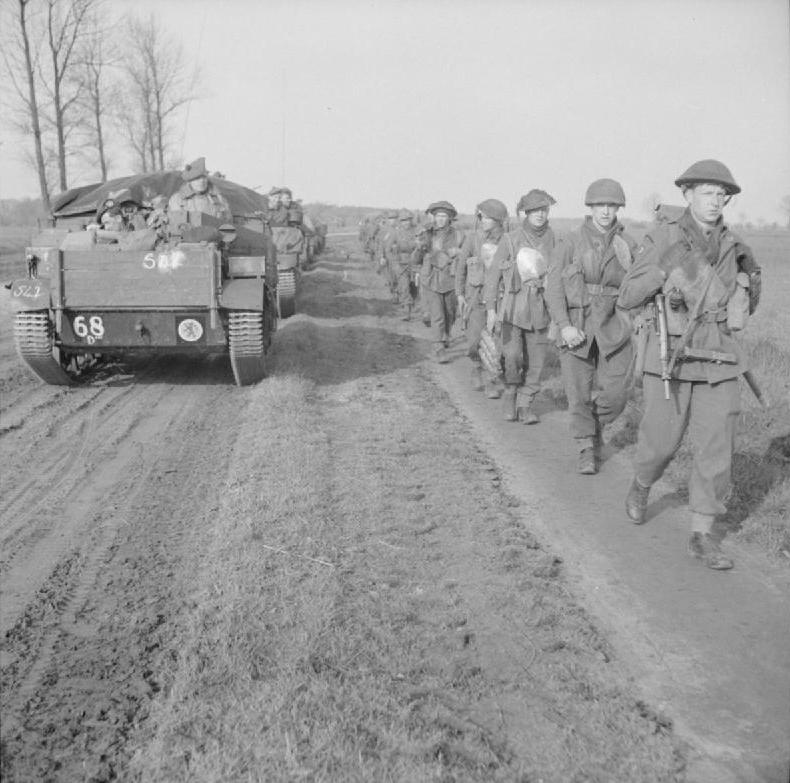
Els Universal Carriers i la infanteria del 2n Batalló, Gordon Highlanders, avancen per creuar l'Elba, el 29 d'abril de 1945.

La distinció particular per al 15è Regiment Escocès havia de ser escollit per liderar l'última travessia fluvial fixa de la guerra, l'assalt a través del riu Elba (Operació Enterprise) el 29 d'abril de 1945 encapçalat per la 1a Brigada de Comando, després del qual van lluitar fins al Bàltic ocupant tant Lübeck com Kiel. La 15a (Escocesa) va ser l'única divisió de l'exèrcit britànic durant la Segona Guerra Mundial que va participar en tres de les sis principals travessies fluvials europees: el Sena, el Rin i l'Elba.
El 10 d'abril de 1946, la 15a Divisió d'Infanteria (Escocesa) va ser finalment dissolta. Les seves baixes en batalla (morts, ferits i desapareguts) en gairebé onze mesos de combats van ser d'11.772, amb més de 1.500 homes morts. Segons D'Este, la "15a Divisió (Escocesa) era considerada la divisió d'infanteria més eficaç i millor dirigida del 21è Grup d'Exèrcits".

## Oficials generals al comandament

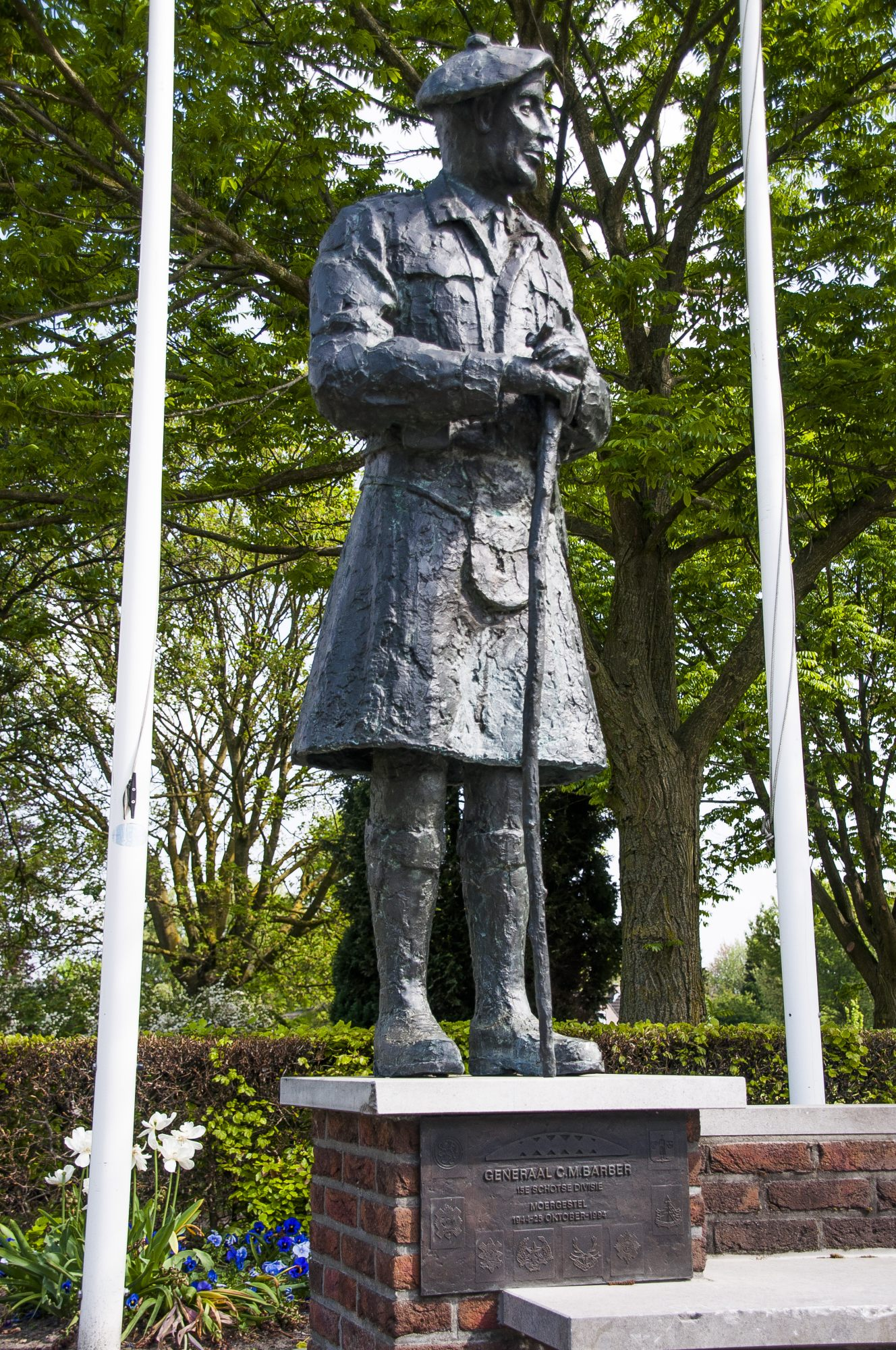
Monument als caiguts amb estàtua del general C. M. Barber als Països Baixos

La divisió tenia els següents comandants:
- Major General R. Le Fanu - 29 d'agost de 1939[19][17]
- Brigadier J.A. Campbell - 19 d'agost de 1940[17]
- Major-General R.C. Money - 23 d'agost de 1940[17]
- Brigadier J.A. Campbell - 27 de gener de 1941[17]
- Major-General Oliver Leese - 30 de gener de 1941[17]
- Major-General Philip Christison - 17 de juny de 1941[17]
- Major-General Charles Bullen-Smith - 14 de maig de 1942[17]
- Brigadier H.D.K. Money - 14 d'agost de 1943[17]
- Major-General Gordon MacMillan - 27 d'agost de 1943[17]
- Major-General Colin Muir Barber - 5 d'agost de 1944[17]

## Orde de batalla
44a Brigada d'Infanteria (Lowland)
- 8è Batalló Royal Scots
- 6è Batalló King's Own Scottish Borderers
- 7è Batalló King's Own Scottish Borderers (abandonà el 5 d'octubre de 1942)
- 44a Companyia Antitanc de la Brigada d'Infanteria (formada el 14 d'octubre de 1940, absort dins del 15è Batalló de Reconeixement del Cos, 2 de gener de 1941)[96]
- 11è Batalló Argyll and Sutherland Highlanders (des del 14 d'octubre de 1942, abandonà el 27 de desembre de 1942)
- 6è Batalló Royal Scots Fusiliers (des del 28 de desembre de 1942)

45a Brigada d'Infanteria (Lowland) (abandonà el 5 de gener de 1943)
- 6è Batalló Royal Scots Fusiliers (destacada 12 de desembre de 1939, es tornà a unir 3 de juliol de 1940; abandonà el 27 de desembre de 1942)
- 9è Batalló Cameronians (Scottish Rifles) (abandonà el 27 de desembre de 1942)
- 10è Batalló Cameronians (Scottish Rifles)
- 45th Companyia Antitanc de la Brigada d'Infanteria (formada el 1 de setembre de 1940, absort dins del 15è Batalló de Reconeixement del Cos, 2 de gener de 1941)[96]
- 10è Batalló Black Watch (Royal Highland Regiment) (des del 27 de desembre de 1942)
- 11è Batalló Argyll and Sutherland Highlanders (des del 28 de desembre de 1942)

46a Brigada d'Infanteria (Highland) 
- 10è Batalló Highland Light Infantry (abandonà el 1 de novembre de 1941)
- 11è Batalló Highland Light Infantry (abandonà el 19 de novembre de 1941)
- 2n Batalló, Glasgow Highlanders
- 46th Companyia Antitanc de la Brigada d'Infanteria (formada el 1 de setembre de 1940,  absort dins del 15è Batalló de Reconeixement del Cos, 2 de gener de 1941)[96]
- 7è Batalló Seaforth Highlanders (des del 15 de novembre de 1941)
- 7è Batalló Queen's Own Cameron Highlanders (des del 18 de novembre de 1941, abandonà el 23 de març de 1942)
- 4è Batalló Queen's Own Cameron Highlanders (des del 24 de març de 1942, abandonà el 16 de novembre de 1942)
- 10è Batalló Black Watch (Royal Highland Regiment) (des del 19 de novembre de 1942, abandonà el 27 de desembre de 1942)
- 9è Batalló Cameronians (Scottish Rifles) (des del 28 de desembre de 1942)

227a Brigada d'Infanteria (Highland) (des del 14 de juliol de 1943)
- 10è Batalló Highland Light Infantry
- 2n Batalló, Argyll and Sutherland Highlanders
- 2n Batalló, Gordon Highlanders (des del 31 de juliol de 1943)

6a Brigada de Tancs de la Guàrdia (des del 15 de gener de, abandonà el 9 de setembre de 1943)
- 4t Batalló de Tancs, Grenadier Guards
- 4t Batalló de Tancs, Coldstream Guards
- 3r Batalló de Tancs, Scots Guards
- 1a Brigada de Comando (attached des del 19 d'abril de 1945 fins al final de la guerra)[102]

Tropes divisionals
- 15a Artilleria divisionària (Escocesa), Royal Artillery[17]
  - 129è Regiment de camp (Lowland) (abandonà el 9 de maig de 1942)
  - 130è Regiment de camp (Lowland) (abandonà el 4 de gener de 1942)
  - 131è Regiment de camp (Lowland – City of Glasgow)
  - 181è Regiment de camp (des del 7 de novembre de 1942)
  - 190è Regiment de camp (des del 29 de març de 1943)
  - 64è Regiment Antitanc (Queen's Own Royal Glasgow Yeomanry) (abandonà el 30 de març de 1942)
  - 97è Regiment Antitanc (des del 15 d'agost de 1942, abandonà el 5 de desembre de 1944)
  - 102n Regiment Antitanc (Northumberland Hussars) (des del 5 de desembre de 1944)
  - 119è Regiment antiaeri lleuger, Royal Artillery (des del 18 de maig de 1943)
- 15ns Enginyers divisionaris (Escocesos), Royal Engineers[17]
  - 278a Companyia de camp
  - 279a Companyia de camp (abandonà el 9 de febrer de, es tornà a unir 12 de juliol de 1940)
  - 280a Companyia de camp (abandonà el 15 de desembre de 1942)
  - 20a Companyia de camp (des del 26 de març de 1943)
  - 281a Companyia del parc de camp (abandonà el 12 de gener de 1943)
  - 624a Companyia del parc de camp (des del 14 de gener de 1943)
  - Secció divisional de la secció de magatzem (des del 12 de gener de 1942, fins l'1 de febrer de 1943)
  - 26è Pelotó de Pontoners (des del 1 d'octubre de 1943)
- 15è Regiment Divisional de Senyals (Escocès), Royal Corps of Signals[17]
- 1r Battalló, Middlesex Regiment (des del 1 d'octubre de 1943 com a Batalló de Suport, esdevingué el Batalló de metralladores el 18 de març de 1944)[17]
- 15è Batalló del Cos de Reconeixement (des del 2 de gener de 1941; esdevingué la 15a Companyia Independent el 4 de desembre de 1941; 15è Esquadró Independent el 6 de juny de 1942; finalment 15è Regiment Escocès de Reconeixement el 15 de febrer de 1943)[96][17][f]
- Royal Army Service Corps[104]
  - 62a Companyia (annexada el juliol de 1943)
  - 399 a Companyia (annexada el juliol de 1943)
  - 283a Companyia (Operació Overlord i endavant)
  - 284a Companyia (Operació Overlord i endavant)
- Royal Electrical and Mechanical Engineers (formada i unida durant el juliol i agost de 1943)[104]
  - 44è Taller de la Brigada d'Infanteria Lowland
  - 46a Taller de la Brigada d'Infanteria Highland
  - 227è Taller de la Brigada d'Infanteria Highland
  - 15a Taller de la Brigada d'Infanteria
- Royal Army Medical Corps[104]
  - 153a Ambulancies de Camp (annexada el juliol de 1943)
  - 20a Estació de Camp de Vestuari (annexada l'agost de 1943)
  - 22a Estació de Camp de Vestuari (annexada l'agost de 1943, fins al març de 1943)
- Royal Army Ordnance Corps[104]
  - Parc Divisional d'Ordenança (annexada el juliol de 1943)
  - 305a Unitat de Bugaderia Mòbil i Banys (annexada el juliol de 1943)
- 39a Secció de Seguretat de Camp,  Cos d'Intel·ligència (annexada el juliol de 1943)[104]
- 15ta Companyia de Provost de Divisió (Escocesa), Cos de Policia Militar (Operació Overlord i endavant)[95]